# Ranconha
Ranconha (en francès Rancogne) és un municipi francès situat al departament del Charente i a la regió de la Nova Aquitània. L'any 2007 tenia 372 habitants.

## Demografia

### Població
El 2007 la població de fet de Rancogne era de 372 persones. Hi havia 150 famílies de les quals 29 eren unipersonals (8 homes vivint sols i 21 dones vivint soles), 67 parelles sense fills, 50 parelles amb fills i 4 famílies monoparentals amb fills.
La població ha evolucionat segons el següent gràfic:
Habitants censats

### Habitatges
El 2007 hi havia 179 habitatges, 149 eren l'habitatge principal de la família, 21 eren segones residències i 8 estaven desocupats. 174 eren cases i 3 eren apartaments. Dels 149 habitatges principals, 120 estaven ocupats pels seus propietaris, 27 estaven llogats i ocupats pels llogaters i 2 estaven cedits a títol gratuït; 1 tenia una cambra, 3 en tenien dues, 21 en tenien tres, 47 en tenien quatre i 77 en tenien cinc o més. 123 habitatges disposaven pel capbaix d'una plaça de pàrquing. A 52 habitatges hi havia un automòbil i a 94 n'hi havia dos o més.

### Piràmide de població
La piràmide de població per edats i sexe el 2009 era:
| Homes | Edats   | Dones |
| ----- | ------- | ----- |
| 0     | 95 o +  | 0     |
| 0     | 90 a 94 | 0     |
| 0     | 85 a 89 | 0     |
| 0     | 80 a 84 | 0     |
| 4     | 75 a 79 | 4     |
| 12    | 70 a 74 | 8     |
| 20    | 65 a 69 | 12    |
| 8     | 60 a 64 | 12    |
| 8     | 55 a 59 | 16    |
| 0     | 50 a 54 | 4     |
| 16    | 45 a 49 | 8     |
| 12    | 40 a 44 | 16    |
| 28    | 35 a 39 | 16    |
| 12    | 30 a 34 | 16    |
| 4     | 25 a 29 | 12    |
| 4     | 20 a 24 | 4     |
| 4     | 15 a 19 | 8     |
| 12    | 10 a 14 | 8     |
| 4     | 5 a 9   | 16    |
| 0     | 0 a 4   | 12    |

## Economia
El 2007 la població en edat de treballar era de 252 persones, 191 eren actives i 61 eren inactives. De les 191 persones actives 174 estaven ocupades (93 homes i 81 dones) i 16 estaven aturades (6 homes i 10 dones). De les 61 persones inactives 27 estaven jubilades, 13 estaven estudiant i 21 estaven classificades com a «altres inactius».

### Ingressos
El 2009 a Rancogne hi havia 156 unitats fiscals que integraven 396 persones, la mediana anual d'ingressos fiscals per persona era de 17.101,5 €.

### Activitats econòmiques
Dels 12 establiments que hi havia el 2007, 2 eren d'empreses extractives, 1 d'una empresa alimentària, 1 d'una empresa de fabricació d'altres productes industrials, 5 d'empreses de construcció, 2 d'empreses de comerç i reparació d'automòbils i 1 d'una entitat de l'administració pública.
Dels 4 establiments de servei als particulars que hi havia el 2009, 1 era un paleta, 1 guixaire pintor, 1 lampisteria i 1 electricista.
L'any 2000 a Rancogne hi havia 13 explotacions agrícoles que ocupaven un total de 208 hectàrees.

## Poblacions més properes
El següent diagrama mostra les poblacions més properes.